# Urwin Vyent
Urwin Vyent (Onverwacht (Suriname), 1958) is socioloog en directeur van het Nationaal instituut Nederlands slavernijverleden en erfenis (NiNsee).
Na te zijn afgestudeerd in de sociologie werd Vyent in 2004 directeur van Podium Kwakoe, een culturele organisatie die debatten, lezingen en conferenties organiseert ter emancipatie van de Afro-Caribische gemeenschap in Amsterdam. Vanaf 2010 was hij vervolgens stadsdeel-wethouder voor Groen Links in Amsterdam Zuidoost. 
In 2018 werd Vyent directeur van het NiNsee. Hierbij hield hij zich onder meer bezig met de ontwikkeling van een slavernijmuseum in Amsterdam. Vyent is regelmatig gastspreker waar het gaat om de doorwerking van het slavernijverleden in het heden en hoe we daarmee om zouden kunnen gaan.
Vyent publiceerde enkele boeken. Gekocht en betaald (2016) gaat over het leven op de voormalige Surinaamse plantage Onverwagt. Daarna schreef hij De profeet aan de Para (2018) over de moeizame relatie tussen de Afrikaans-Surinaamse religie en het Joods-christelijke geloof in het Suriname van de twintigste eeuw. 
Verder zat Vyent in de redactie van enkele grote studies, zoals Heilzame verwerking van het slavernijverleden voor 'wit' en 'zwart' (2020), een kerkelijk initiatief , de KNAW-uitgave Staat en Slavernij (2023) waarin hij samenwerkte met collega redacteuren Esther Captain, Rose Mary Allen en Matthias van Rossum. en Het Nederlandse koloniale slavernijverleden en zijn doorwerkingen: Kennisagenda 2025-2035 (2024), dat richting geeft aan meerjarig toekomstig onderzoek op dit terrein.